# Xã Independence, Quận Washington, Ohio
Xã Independence (tiếng Anh: Independence Township) là một xã thuộc quận Washington, tiểu bang Ohio, Hoa Kỳ. Năm 2010, dân số của xã này là 348 người.